# (7479) 1994 EC1
1994 إي سي 1 (ويعرف أيضًا باسم (7479) 1994 إي سي 1 وفق تسمية الكوكب الصغير) (بالإنجليزية: 1994 EC1)‏ هو كويكب ضمن حزام الكويكبات؛ وترتيبه 7479 من حيث الاكتشاف.
اكتُشف هذا الجُرم الفلكي بواسطة هيروشي كانيدا في 4 مارس 1994.

## وصلات خارجية
- (7479) 1994 EC1 في قاعدة بيانات مختبر الدفع النفاث لأجرام النظام الشمسي الصغيرة

- الاكتشاف · مخطط المدار ·  العناصر المدارية · المعلمات المادية

- (7479) 1994 EC1 على موقع ويكي سكاي: DSS2, SDSS, GALEX, IRAS, Hydrogen α, X-Ray, Astrophoto, Sky Map, Articles and images